# Yamaha
A Yamaha Corporation (ヤマハ株式会社 - Yamaha Kabushiki Gaisha) é uma companhia japonesa fabricante de um enorme leque de produtos em várias e distintas áreas, faz parte do keiretsu Fuyo.
A oferta de produtos comercializados inclui instrumentos musicais, circuitos integrados, veículos e electrónica de consumo.

## História
Foi fundada em 1887 por Torakusu Yamaha como uma fabricante de pianos e órgãos, originalmente com o nome de Nippon Gakki Co., Ltd. em Hamamatsu, Shizuoka no Japão e foi incorporada em 12 de outubro de 1897. A origem da companhia como um fabricante de instrumentos musicais continua refletindo hoje no logo do grupo; um trio de garfos (diapasões) entrecruzados.
Depois da Segunda Guerra Mundial, o presidente da companhia Genichi Kawakami reutilizou as máquinas produzidas durante a guerra e o conhecimento em tecnologias metalúrgicas para a fabricação de motocicletas. A YA-1 (conhecida como Akatombo, a "libelula vermelha"), da qual foram construídas 125 unidades no primeiro ano de produção (1954), foi nomeada em honra ao seu fundador. Era uma 125cc, de cilindro único, moto urbana patenteada após a germânica DKW RT125 (a qual a firma de munições britânica BSA, também tinha copiado na era do pós-guerra e produzida com a Bantam e a Harley-Davidson como o Hummer). Em 1955, o sucesso da YA-1 resultou na fundação da Yamaha Motor Co., Ltd.
A Yamaha cresceu até se tornar a maior fabricante do mundo de instrumentos musicais (incluindo pianos, percussão, guitarras, flautas, violinos, violas, violoncelos, e vibrafones), bem como um fabricante líder de semicondutores, Audiovisual, produtos informáticos conexos, esportivos, eletrodomésticos e móveis, metais, máquina ferramenta, e robôs industriais.
Em outubro de 1987, no seu 90° aniversário, o nome foi mudado para Yamaha Corporation.
Nos anos 70 inicia-se a produção de semicondutores e nos anos 80 a fabricação dos sintetizadores musicais. Em 1989, a Yamaha fabricou o primeiro gravador de CD do mundo. Desde então, Yamaha comprou circuitos sequenciais em 1988 e também uma parte significativa (51%) do concorrente Korg entre 1989 e 1993.
Em 2000 a Yamaha anunciou o seu primeiro programa de Síntese de Voz o Vocaloid.
Em 2002, terminou com seus produtos para negócios de tiro ao alvo, que começaram em 1959. Seis arqueiros com em 5 jogos olímpicos diferentes ganharam medalhas de ouro usando seus produtos.

## Instrumentos musicais

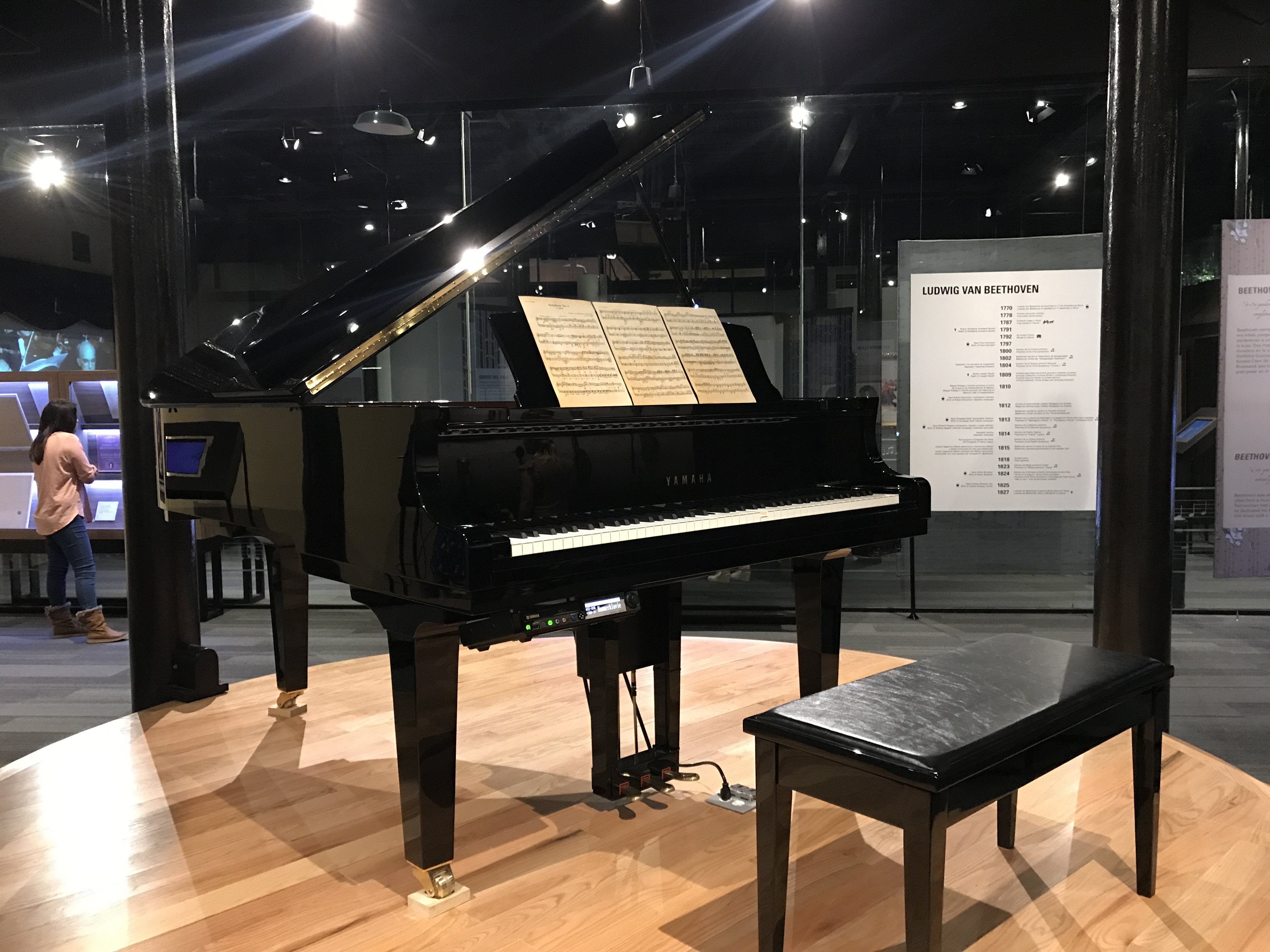
Piano Yamaha

A Yamaha fabrica os mais diversos tipos de instrumentos musicais, como:
- Piano
- teclado
- Sintetizador
- Órgão
- Violão
- Guitarra
- Baixo elétrico
- bateria
- Oboé
- Flauta transversal
- Flauta doce
- Trombone
- Trompete
- Piccolo
- Fagote
- Saxofone
- Clarinete
- Trompa
- Bombardino
- Tuba
- Violino
- Viola
- Violoncelo
- Tímpano
- Xilofone
- Marimba
- Vibrafone
- Glockenspiel

Em julho de 2007, a Yamaha adquiriu a participação minoritária da família Kemble na Yamaha-Kemble Music (UK) Ltd, o braço de vendas da Yamaha no Reino Unido de importação de instrumentos musicais e equipamentos de áudio profissional, sendo renomeado para Yamaha Music UK Ltd, no outono de 2007.
Em 20 de dezembro de 2007 a Yamaha fez um acordo com o banco austríaco BAWAG P.S.K. do Grupo BAWAG para comprar todas as ações de Bösendorfer, tentando possuir o lugar em 2008. A intenção da Yamaha é de continuar produzindo nas instalações de Bösendorfer na Austria. A aquisição de Bösendorfer foi anunciada depois do NAMM Show em Los Angeles, em 28 de janeiro de 2008. Em 1 de fevereiro de 2008, Bösendorfer Klavierfabrik GmbH começa a operar com uma subsidiária da Yamaha Corp.
Além de instrumentos musicais, a Yamaha também produz hardwares e softwares voltados para a edição musical como gravadores portáteis, monitores de áudio, mesas de som, interfaces USB, e, desde 2005, é proprietária da Steinberg, empresa especializada em softwares de gravação.
Em 2014, a Yamaha Corporation anunciou um acordo definitivo para adquirir a Line 6, fabricante de soluções tecnológicas para músicos.
A Yamaha também possui escolas de música espalhadas pelo mundo, a chamada Yamaha Music School, endossadas pela Yamaha Music Foundation estabelecida em parceria com o governo japonês.

## Veículos

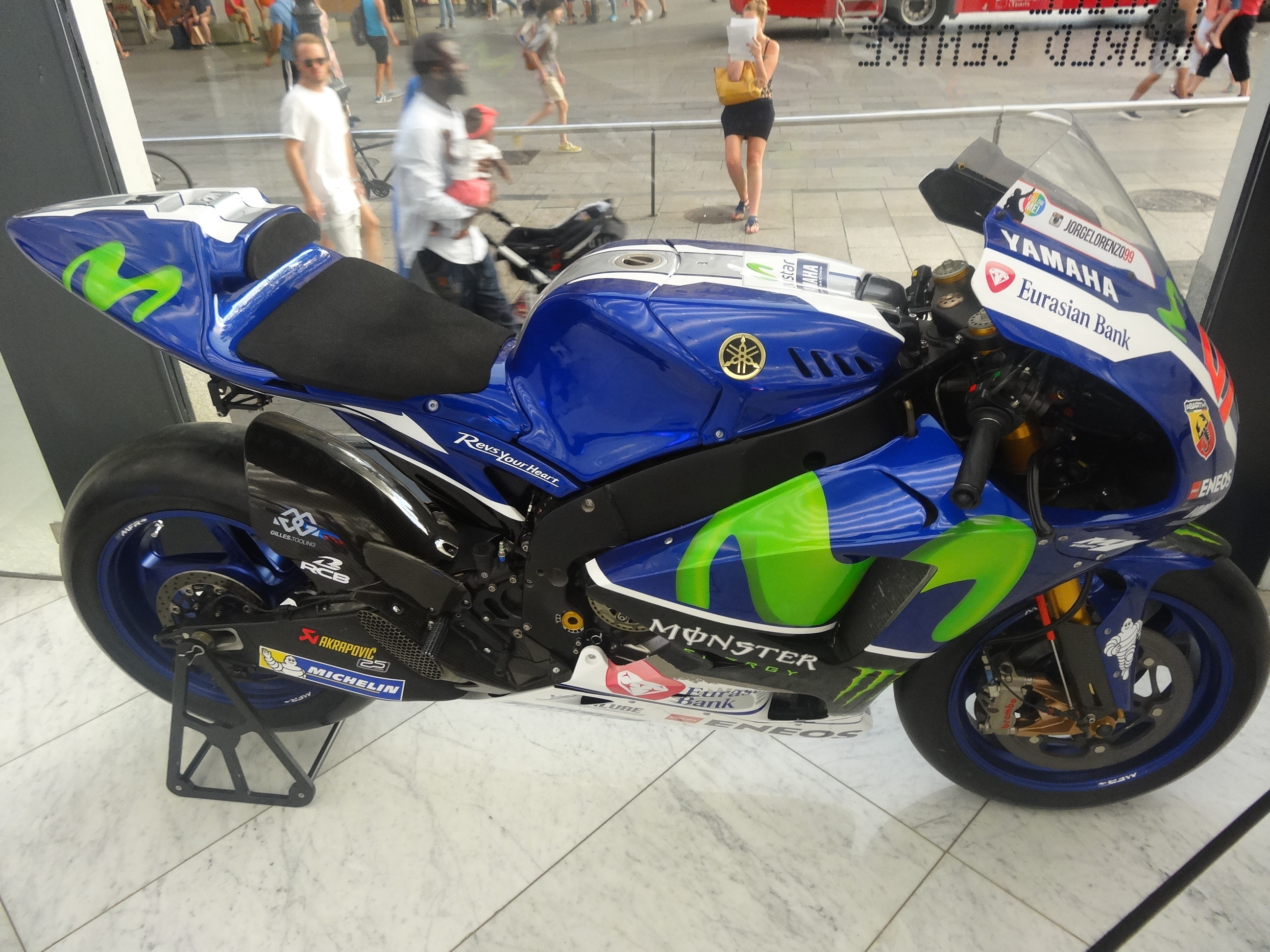
Equipe Movistar Yamaha de MotoGP

### Motocicletas
A Yamaha Motor Co. Ltd. foi fundada em 1955 no Japão, e estreava com a produção da YA1 de 125 cc, monocilíndrica dois tempos, utilizando-se das máquinas que outrora fabricavam peças de aviões utilizados pelos japoneses durante a Segunda Guerra Mundial.
A YA1  foi baseada no modelo 2 tempos de maior sucesso de vendas mundial até a data, a DKW RT125. O Y vinha de Yamaha, e o A e o 1 eram uma alusão a "primeira moto". Ficou conhecida como "Aka-tombo", ou "Libélula Vermelha". Permaneceu em produção até 1956, e sua mais célebre conquista foi o primeiro lugar na corrida da subida do Monte Fuji.

### Automóveis
A experiência na fabricação de motocicletas levou a Yamaha a produzir alguns automóveis. A aventura começou na década de 90 com o OX99-11. Este supercarro tinha motor V12 com 3,5 litros e desenvolvia 400 cv. Seguiu-se em 2013 a experiência Motiv.E desenvolvida juntamente com o gabinete do engenheiro ex-McLaren Gordon Murray e que prometia revolucionar a mobilidade nas cidades com uma espécie de Smart ForTwo. Em 2015, por ocasião do Salão do Automóvel de Tóquio a Yamaha Motor Company vai desvendar um concept car com a silhueta de um coupé e do qual ainda não são conhecidos detalhes.
Hoje em dia motos Yamaha além de populares são seguras conhecidas e famosas suas moto de mx 125 cc ela ficou pioneira nas categorias city e off road com lançamentos das motos factor lander tt-r 125 e tt-r 230 e ténéré sendo assim voltando a dominar o mercado de motocross deixando para trás sua concorrente Honda tambem conhecida pela cor vermelha

### Náutica
Através da Yamaha-Nautica, a empresa também fabrica motores de popa para lanchas e jet-skis, além de patrocinar eventos amadores e profissionais de pesca !

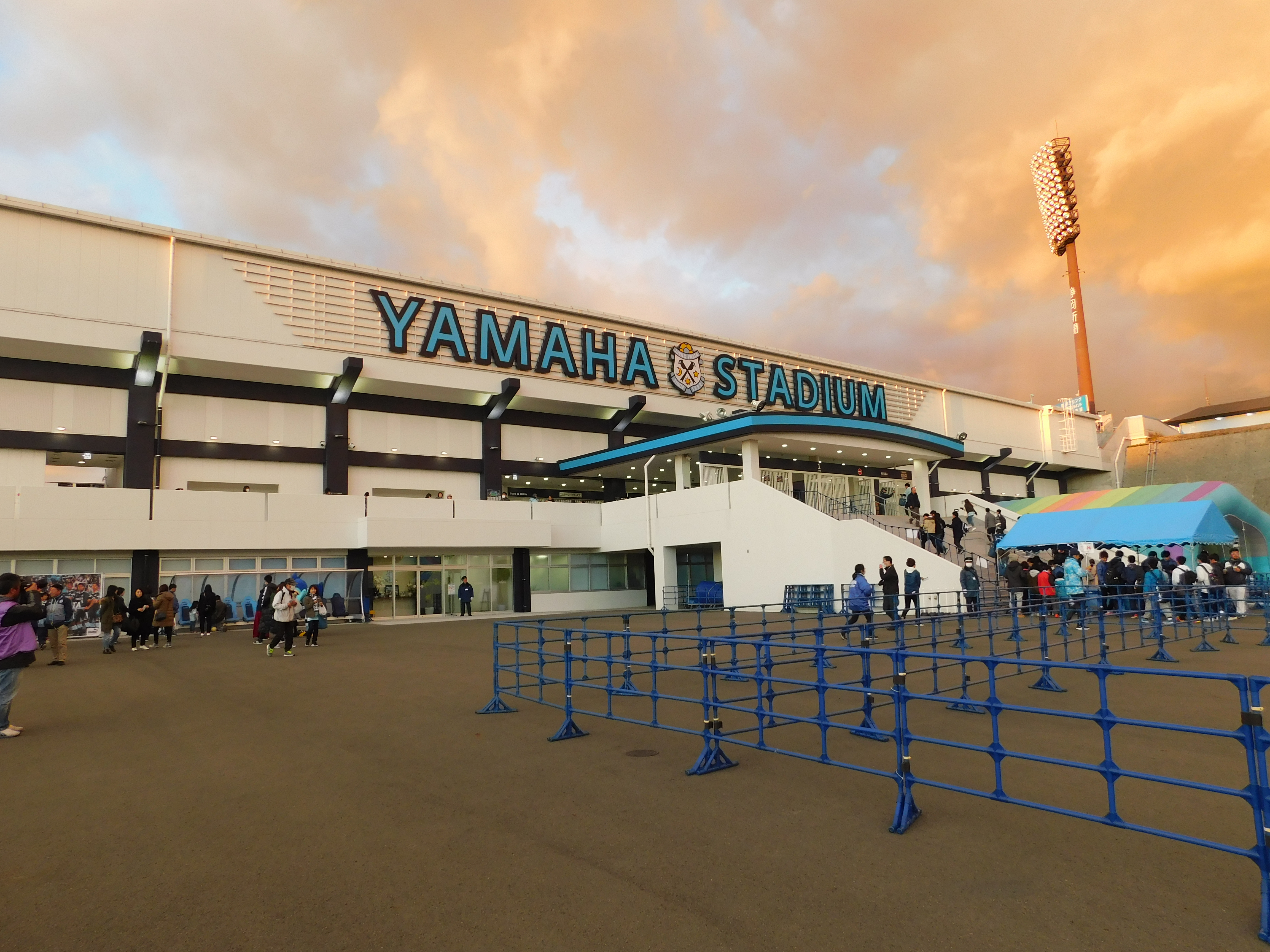
Entrada do Estádio Yamaha

## Esportes
A Yamaha é proprietária do Estádio Yamaha e das seguintes equipes esportivas:
- Júbilo Iwata - Equipe de futebol participante da J-League.
- Yamaha Jubilo - Equipe de rugby participante da Top League
- Movistar Yamaha Motor Racing - Equipe de MotoGP.

## Companhias do grupo Yamaha
- Bösendorfer Klavierfabrik GmbH, Vienna, Austria.
- Yamaha Motor Company
- Yamaha Music Communications
- Yamaha Fine Technologies Co., Ltd.
- Yamaha Livingtec Corporation
- Yamaha Metanix Corporation
- Steinberg Gmbh
- Line 6